# Seznam slovenských hráčů v NHL v sezóně 1997/1998
Seznam slovenských hráčů v NHL v sezóně 1997/1998 uvádí slovenské hokejisty, kteří v této sezóně hráli za některý tým v kanadsko-americké NHL.

| Tým                 | Věk | Hráč             | Post | Počet zápasů ZČ | Branky ZČ | Asistence ZČ | Body ZČ | Počet zápasů v play off | Branky v play off | Asistence v play off | Body v play off |
| ------------------- | --- | ---------------- | ---- | --------------- | --------- | ------------ | ------- | ----------------------- | ----------------- | -------------------- | --------------- |
| New York Islanders  | 25  | Žigmund Pálffy   | F    | 82              | 45        | 42           | 87      | Ne                      |                   |                      |                 |
| Los Angeles Kings   | 25  | Jozef Stümpel    | F    | 77              | 21        | 58           | 79      | 4                       | 1                 | 2                    | 3               |
| Washington Capitals | 29  | Peter Bondra     | F    | 76              | 52        | 26           | 78      | 17                      | 7                 | 5                    | 12              |
| St. Louis Blues     | 23  | Pavol Demitra    | F    | 61              | 22        | 30           | 52      | 10                      | 3                 | 3                    | 6               |
| Buffalo Sabres      | 23  | Miroslav Šatan   | F    | 79              | 22        | 24           | 46      | 14                      | 5                 | 4                    | 9               |
| Florida Panthers    | 28  | Róbert Švehla    | D    | 79              | 9         | 34           | 43      | Ne                      |                   |                      |                 |
| Washington Capitals | 21  | Richard Zedník   | F    | 65              | 17        | 9            | 26      | 17                      | 7                 | 3                    | 10              |
| Pittsburgh Penguins | 18  | Róbert Döme      | F    | 30              | 5         | 2            | 7       | Ne                      |                   |                      |                 |
| Vancouver Canucks   | 20  | Ľubomír Vaic     | F    | 5               | 1         | 1            | 2       | Ne                      |                   |                      |                 |
| New York Islanders  | 20  | Zdeno Chára      | D    | 25              | 0         | 1            | 1       | Ne                      |                   |                      |                 |
| New York Islanders  | 20  | Vladimír Országh | F    | 11              | 0         | 1            | 1       | Ne                      |                   |                      |                 |
| Ottawa Senators     | 18  | Marián Hossa     | F    | 7               | 0         | 1            | 1       | Ne                      |                   |                      |                 |
| Ottawa Senators     | 20  | Ivan Čiernik     | F    | 2               | 0         | 0            | 0       | Ne                      |                   |                      |                 |

- F = Útočník
- D = Obránce